# Musée Semmelweis sur l'histoire de la médecine
Le Musée Semmelweis sur l'histoire de la médecine (en hongrois : Semmelweis Orvostörténeti Múzeum) est un musée situé à Budapest. Sa collection a pour vocation de présenter l'histoire de la médecine en Hongrie. Il porte le nom du médecin hongrois Ignace Philippe Semmelweis.

## Historique du musée

### Les musées annexes
- Musée de la pharmacie Arany Sas